# Замок Каменець
Замок Каменець — руїни готичного замку 14-го століття на межі Корчини та Одриконя, у Кросненському повіті, Підкарпатське воєводство, Польща. В 16-му столітті замок був розбудований в стилі ренесансу.

## Історія замку
Перша згадка про замок у Корчині  датується 1348 роком. У локаційному привілеї села Особниця біля Ясла Микола із Бабіць згадується як «burgrabia de Camyenecz».
У 1396 році за заслуги при обороні Вільнюса замок був переданий лицареві Клеменсу з Москожева гербу Пілава, який збудував верхній замок і східну частину, пізніше перетворену на середній замок.

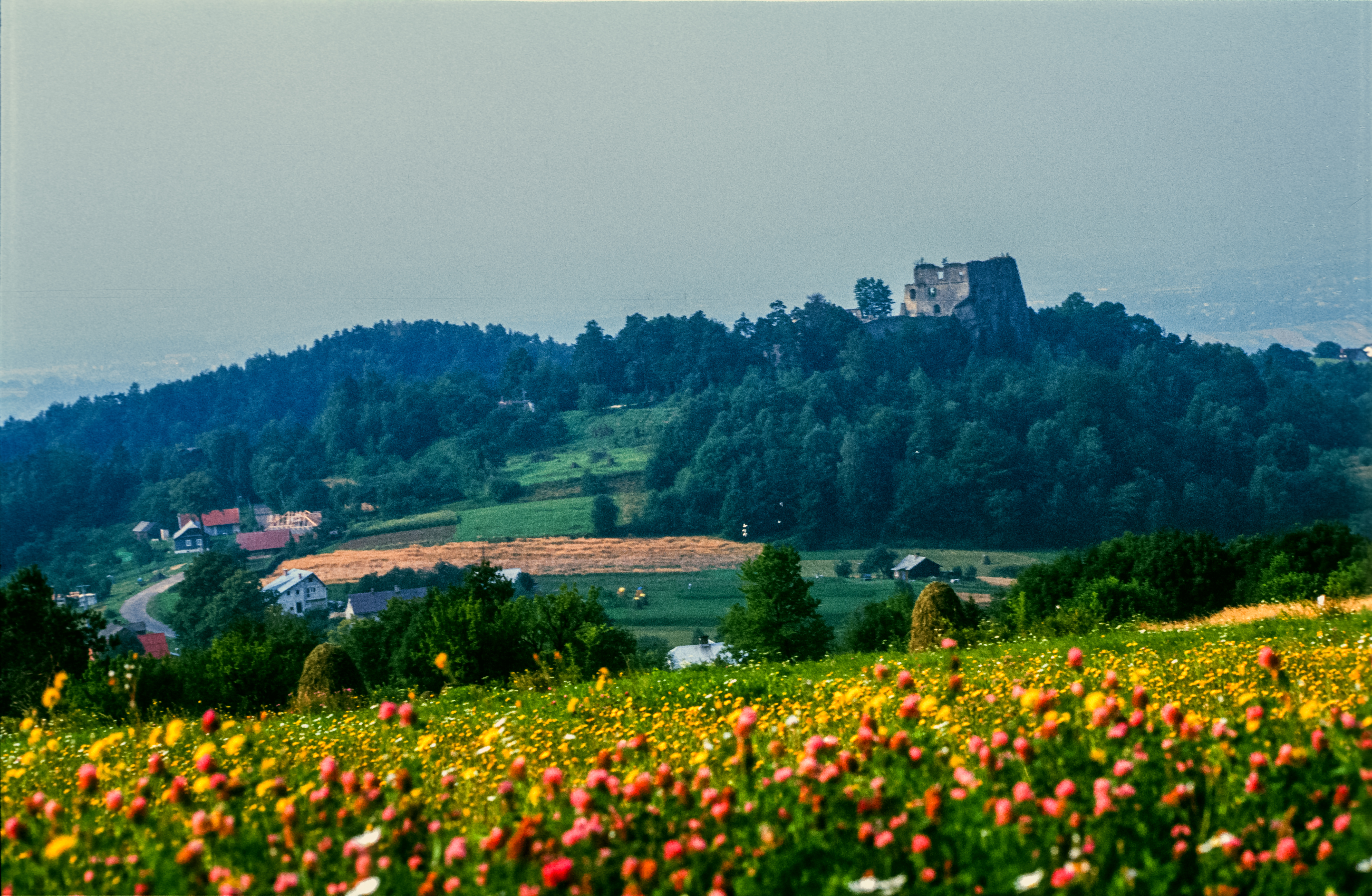
Вид з півночі (з села Чорноріки)

У 1397 році Клеменс Каменецький (Москажевський) заснував замкову каплицю. У 1399 році він приймав у замку короля Владислава Ягайла, який здійснив подорож південними частинами Польщі. У 1402 р. на прохання Клеменса настоятель Перемишль Матвій Яніна підвищив платню капелану в каменецькому замку. В той час коли св. Ян з Дуклі був настоятелем монашого дому у Кросно він відправляв меси в замковій каплиці (про це свідчить договір з власниками замку). У 1407 році рід Москажевських почав використовувати назву Каменецькі, щоб підкреслити, що замок є родовим центром. У 1408 році син Клеменса з Москажева, Мартин Каменецький успадкував усі маєтки разом із замком у Корчині. У 1475 році замок в Одриконі зазнав нападу угорської армії Матвія Корвіна. Онук Клеменса, Генрик Андреас Каменецький (каштелян Сянока до 1487 р.), у 1448 році успадкував замок та розширив його на схід.
Пізніше власником став син Генрика – Миколай Каменецький (пом. 1515) – чоловік Катерини Пенянжкової, перший довічний великий гетьман коронний, з 1505 р. староста краківський і сяноцький, який у 1509 р. здобув перемогу над господарем  Валахії Богданом Сліпим під Сучавою, а в 1512 р. розгромив татар під Лопушно і Вишневцем . Він користувався великою довірою Сигізмунда Старого, про що свідчить той факт, що в 1515 році йому було доручено тимчасову владу в країні, під час візиту короля до Відня.
У замку Каменець 12 березня 1528 року польний гетьман коронний Мартин Каменецький приймав угорського короля у вигнанні Яноша І Заполью. Він посилав листи із замку Каменець із запрошенням польських магнатів на сеймик у Тарнові, де сподівався отримати підтримку в боротьбі за престол і здобути голоси їхні і Сулеймана I.
У 1528 року Каменець перейшов у заставу Бонарам за 2000 флоринів.

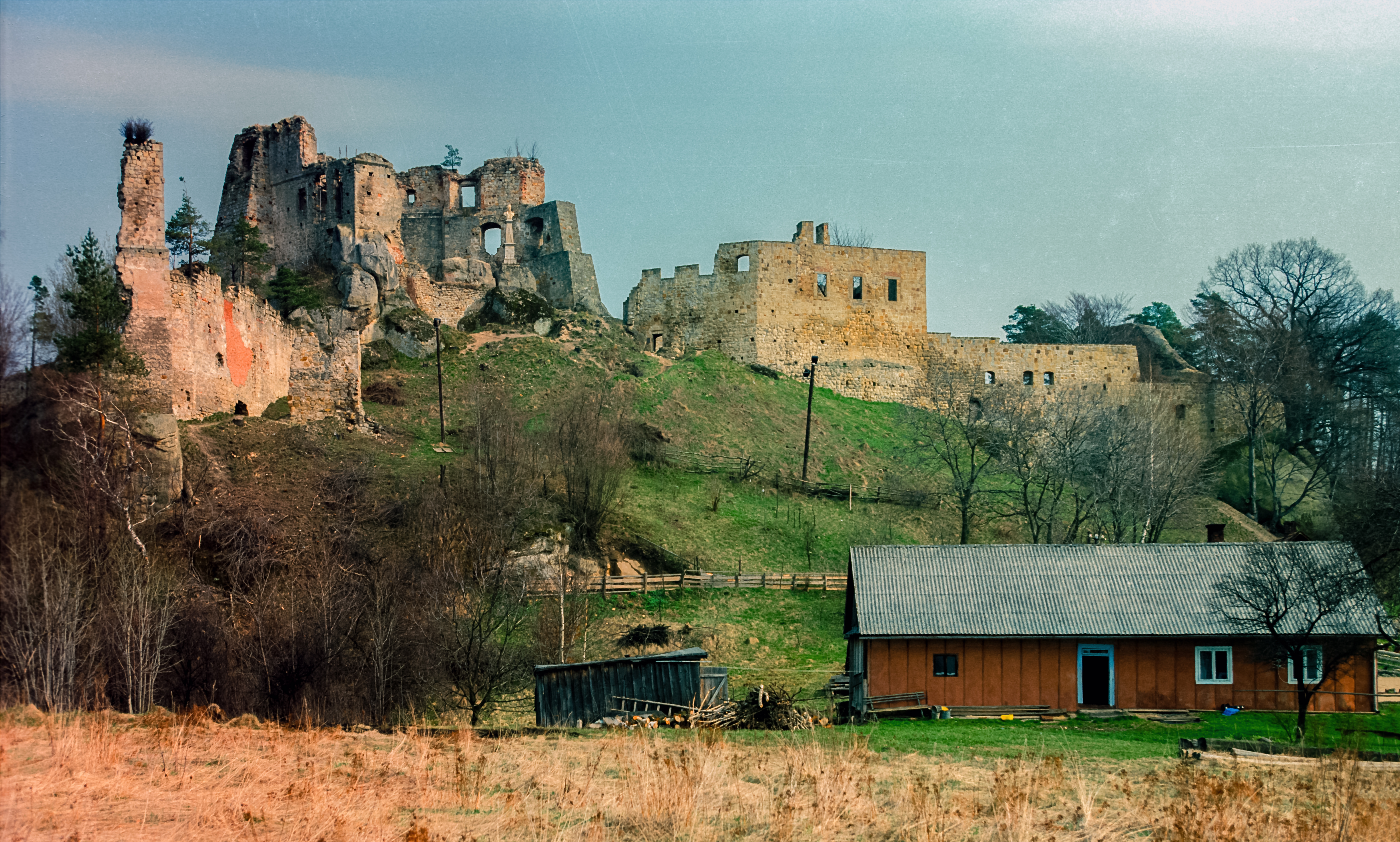
Вид з півдня

Згідно договору, який був укладений на Вавелі 1530 року, Клеменс Каменецький (каштелян Сяноцький до 1530 року) продав свою, нижню, східну частину Каменця Северину Бонару — банкіру королеви Бони Сфорци. Бонар заснував каплицю у своїй частині замку, яку освятив перемиський єпископ Станіслав Тарло (1480—1544). У 1543 році Северин Бонар, каштелян бецький, кальвініст, перебудував нижній замок. Бонари були власниками нижнього замку до 1593 року. Северин Бонар приймав тут Фауста Социна – творця соцініанства та релігійної доктрини польських братів .
Донька Бонарів, Зофія Бонар (пом. 1563), була одружена з Яном Фірлеєм гербу Леварт, великим маршалком коронним (1521–1574), воєводою краківським, люблінським і белзьким, королівським секретарем . Він отримав частину замку як посаг. У 1575 році замок Каменець отримав у заставу Анджей Боласа.
З 1599 по 1601 рік частина замку належала родині Стадніцьких, а потім була придбана родиною Скотницьких. У 1606 році частина Каменця належала Яну Скотницькому. Цього року перед судом у Кросно відбувся процес між Пьотром Фірлеєм, чоловіком Ядвіги Фірлей, та Яном Скотніцьким за право користування замковою криницею, а потім за вирубку дерев.

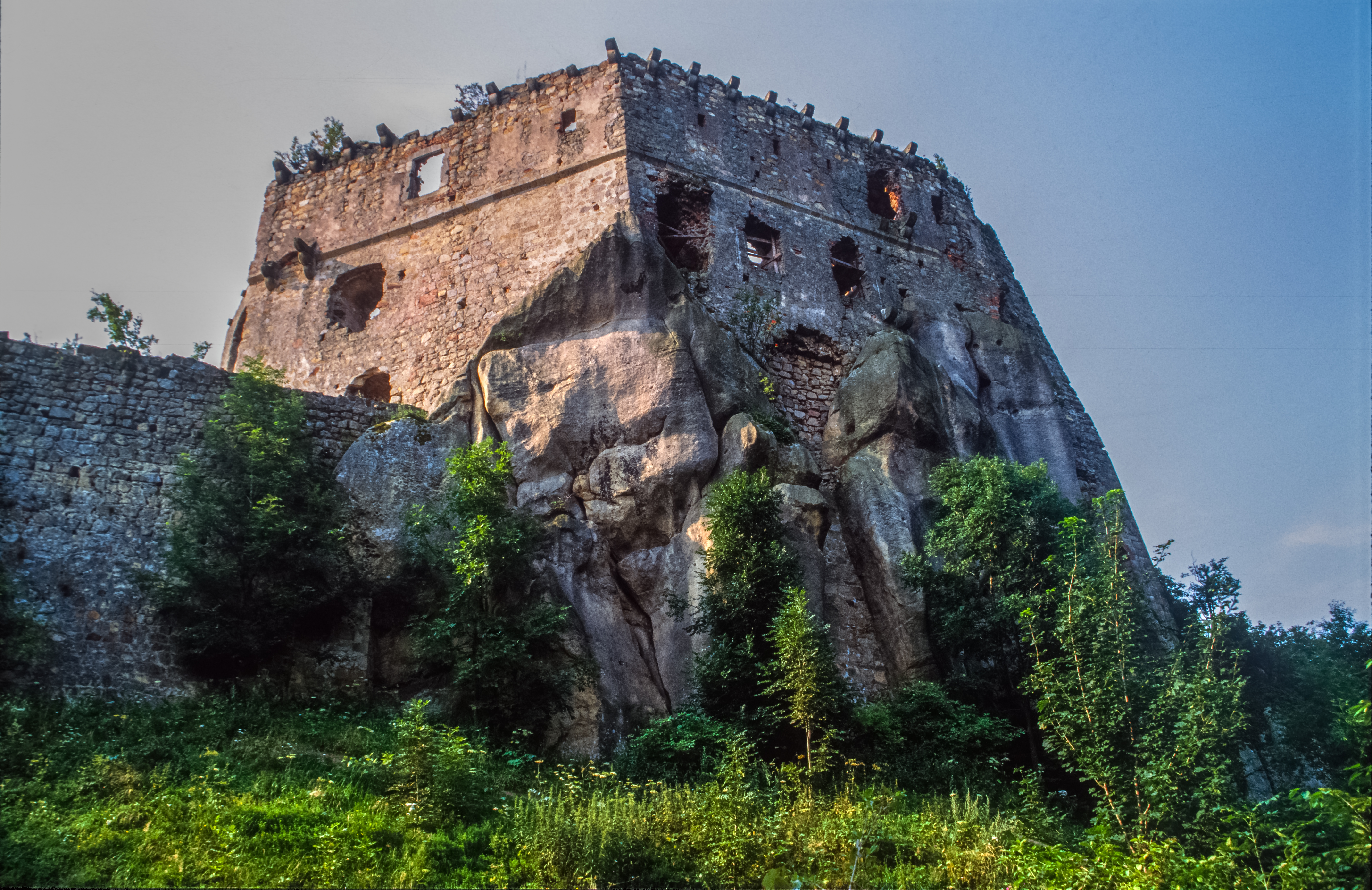
Верхній замок

Ян Скотницький не лише перебудував каплицю, яку освятив у 1621 році перемиський єпископ Ян Венжик, а й відремонтував мур та замок. Щоб помститись за знущання, він перебудував дах так, щоб дощова вода стікала на подвір’я Фірлеїв. Це стало причиною тривалої суперечки між Скотницькими та Фірлеями, увічненої в творі «Помста» Олександра Фредро, де Ян Скотніцький виступає як нотаріус Мільчек. У цій комедії Фірлей напав на своїх робітників, які ремонтували стіни верхнього замку, а потім зруйнував водостоки. Скотницький подав на нього в суд і виграв справу, але крапку в їхніх багаторічних суперечках поклало лише весілля, яке відбулося у 1638 р. між воєводою Миколаєм Фірлеєм (Вацлав) та каштелянкою Зофією Скотницькою (Кларою).
Після нападу війська Дєрдя ІІ Ракоці на територію Польщі 16 березня 1657 року власник Каменця Ян Фірлей (кашталян сяноцький) подбав про організацію оборони замку. Він мобілізував своїх сусідів: Якуба Калінського, Леоневського, Кулачковського, Стройнського та багатьох інших, щоб захистити Каменець від загарбників. «Захисники мали 1 фальконет, 10 гаківницт, значну кількість мушкетів і запас пороху, дві броні та п’ять шишаків», але захистити замок не вдалося, і він був сильно пошкоджений. Не зважаючи на руйнування замку мешканцям вдалося вирватися з облоги через підземелля. За порятунок свого життя Зофія Скотницька – дружина сяноцького чашника Якуба Калінського,заснувала 1658 р. пребенду Братства Пресвятого Імені Ісуса в костелі в Одриконі.
Після шведського потопу замок був частково перебудований, але тільки всередині, а його наступними мешканцями стали Мнішеки та Богаткові. Каплиця була перебудована значно пізніше, але вже у 1721 році відвідувачі від імені єпископа Шембека дають її опис. У 1745 році, під час візиту єпископа Вацлава Сераковського, вона вже була занедбана та в руїнах.

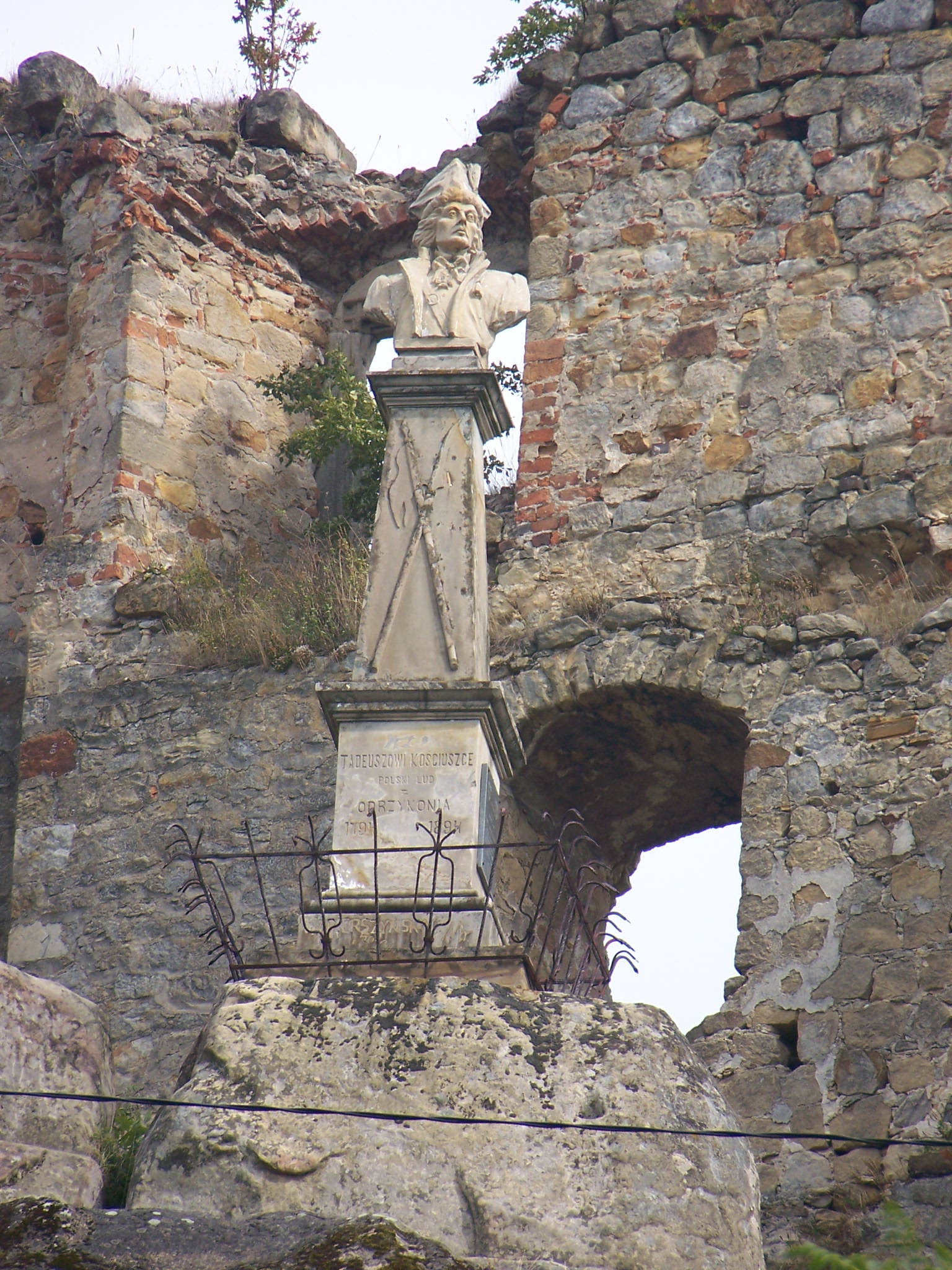
Пам'ятник Тадеушу Костюшко

Після 1730 р. резиденцію успадкував рід Сціпіонів. Наступними власниками були Браницькі гербу Гриф, в т.ч. Великий коронний гетьман Ян Клеменс Браницький . Завдяки шлюбу Магдалени Сціпіонівни з Рохом Міхалом Яблоновським (1712–1780) – старостою віслицьким, власниками замку стала родина Яблоновських, яка підтримувала Барську конфедерацію і тривалий час війська конфедератів стояли в замку, який руйнувався. Син Роха, Юзеф Яблоновський, корсунський староста, який успадкував від батька замок Одриконь і Корчину в 1796 році, коли велика буря зірвала дах верхнього замку, переїхав до садиби в Кростенко-Вижню . За його згодою, як власника, у 1807–1809 роках розпочато руйнування муру, що оточував східне подвір’я. Його син Леон Яблоновський (пом. 1844) успадкував Одриконь і прилеглі міста: Братківка, Крощенко, Чарножекі, Красна.
8 липня 1828 р. Олександр Фредро одружився із Зофією Скарбковою, уродженою Яблоновською, у Корчині, в костелі Св. Апостолів Петра і Павла. Дружина принесла йому посаг, корчинський ключ, з половиною старого замку в Одриконі, і Олександр Фредро став спадкоємцем замку, який на той час уже був у руїнах. Вивчаючи документи, пов’язані з історією отриманого маєтку, Фредро натрапив на судові справи власників замку Одриконь першої половини XVII століття: Пйотра Фірлея та Яна Скотніцького. На основі історії цієї 30-річної суперечки він написав комедію «Помста» .
У 1801 році частина замку перейшла до родини Потоцьких, а в середині ХІХ століття його знову розділили. Західною частиною замку (з верхнім замком) володіли Старовейські гербу Біберштейн, східною із середнім замком — Шептицькі  . У 1831 році, після Листопадового повстання у руїнах оселився божевільний Ян Махнік із Дуклі, який був літературним прототипом роману Северина Ґощинського «Король замчиська». У 1863 році власник верхнього замку Станіслав Старовейський провів останній прийом у замку.
Архітектор Наполеон Наварський провів архітектурні виміри, на основі яких у 1885 році був створений проект за яким руїни і залишки будівель мали зберегтися, виконаний у 1906 році    .
У 1894 році на кошти громади Одриконя до 100-річчя повстання Костюшка у верхньому замку було відкрито пам’ятник Тадеушу Костюшку .

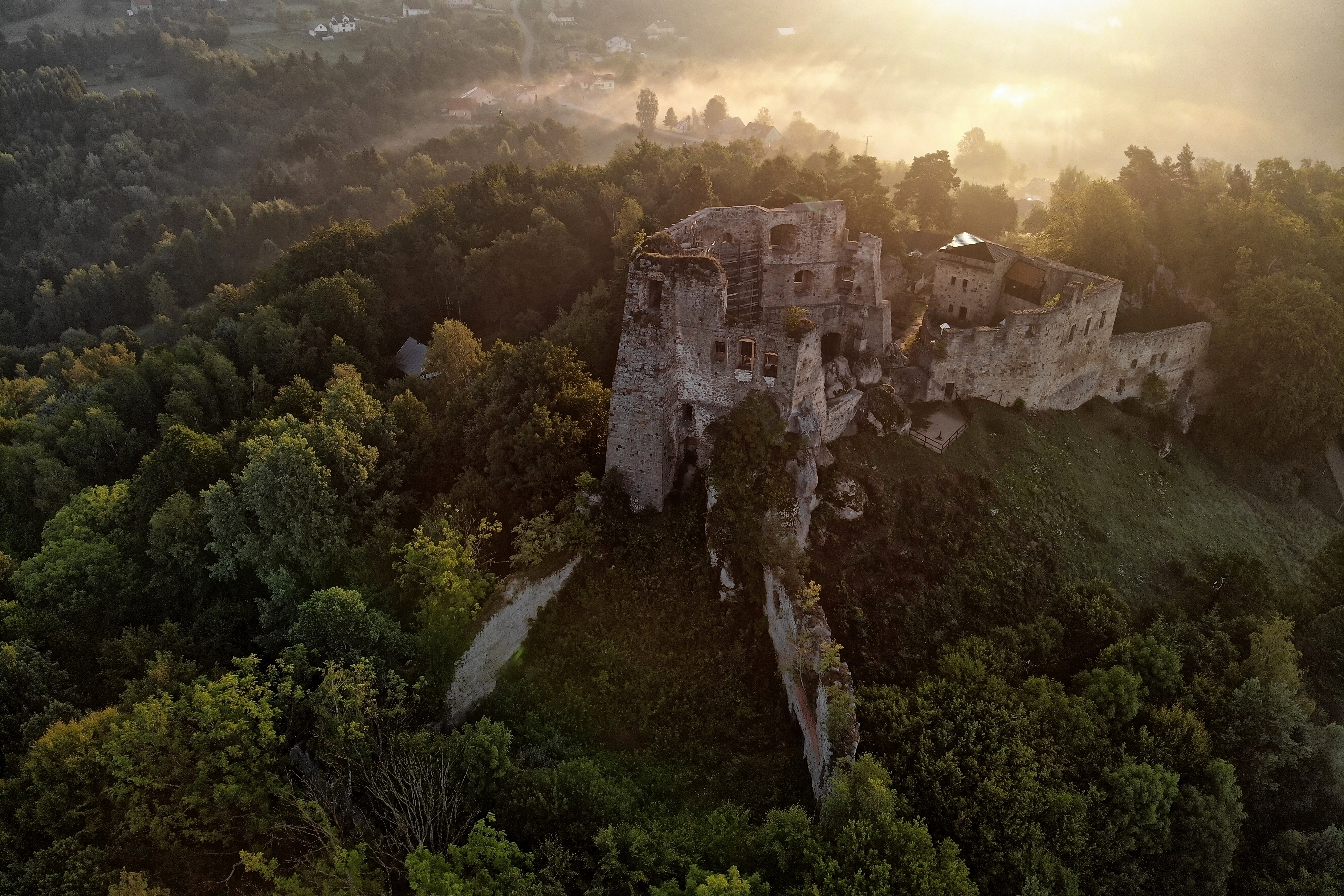
Вид з неба

Під час Першої світової війни, у травні 1915 року, точилися бої за позиції навколо замку переважно поляків австрійського 57-го піхотного полку.
У травні 2000 року частина польського війська в Ряшеві прийняла ім’я Великого коронного гетьмана Миколая Каменецького . На церемонію вручення хоругв прибуло 12 нащадків власників замку – родини Каменець.
6 вересня 2013 р. в замку в Одриконі, напередодні національних читань творів Олександра Фредро, зустрілися президент Польщі Броніслав Коморовський, підкарпатська воєвода Малгожата Хомич, депутат Ельжбета Лукацієвська, археолог Єжи Гінальський  .

## Опис замку
Ґотична споруда була зведена на скелі на висоті 452 м над рівнем моря. Його неправильна форма була результатом місцевості, на якій він був побудований. За часів Казимира Великого це був типовий прикордонний оборонний замок. Зараз частина, від якої залишився загострений портал і східна стіна з заглибленням, називається «високою» («вищою») або «Одриконською». Її завданням була оборона торговельного шляху з Польщі до Угорщини через Дуклянський перевал . Нижній замок («Корчинський») є результатом розширення на схід 1448 року. Тоді ж було завершено будівництво прямокутної вежі та рову, що оточував увесь замок. Кімнати у вежі використовували як склад зброї та в'язницю . Утворений двір, названий зовнішнім замком Корчинських, був відділений від високого замку межовим муром (через поділ власності). Спільними для обох частин були каплиця та криниця. Розширення замку додали до нього будівлі у стилі ренесанс.

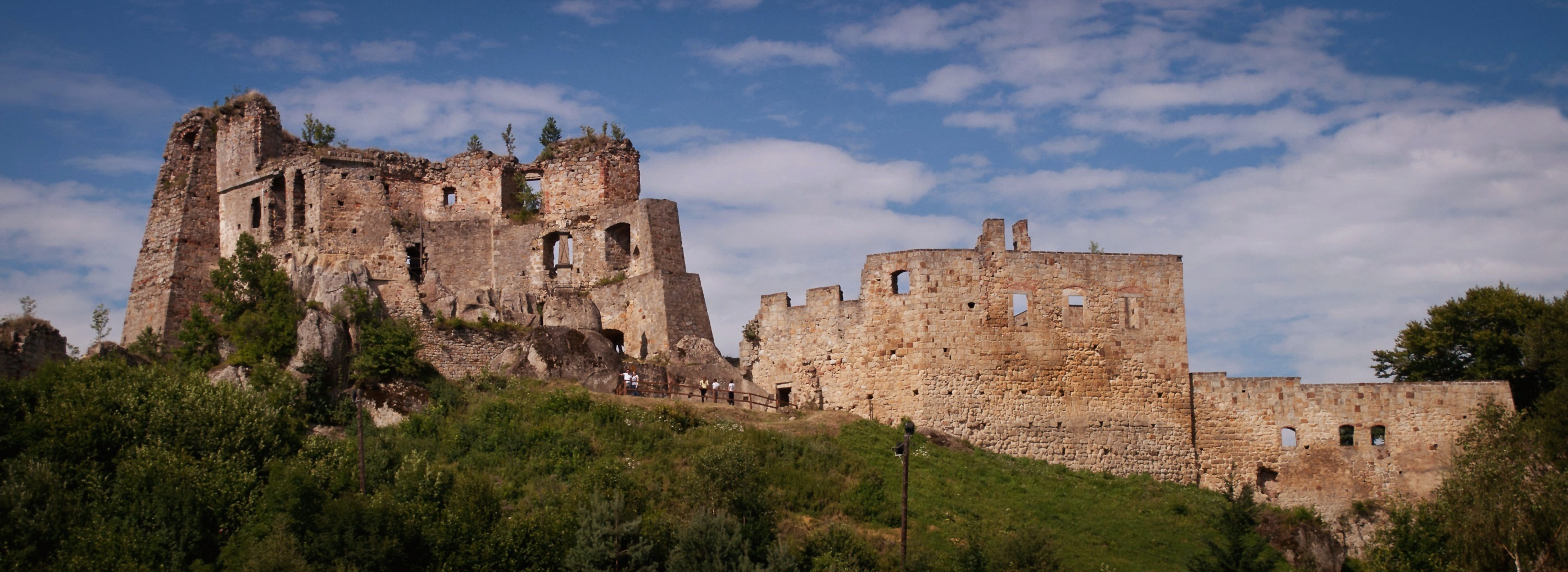
Панорама замку

Східна частина збереглася краще. Тут залишився в’їзд до колишнього замку, також видно залишки житлових будівель і каплиці. У цій частині пам’ятки знаходиться невеликий музей, організований ентузіастом і колекціонером замку Анджеєм Колдером. Серед експонатів – військові речі з колишнього замкового арсеналу та пам’ятні речі наступних власників, а також герб XIV століття з дверей замку.

## Дивись також

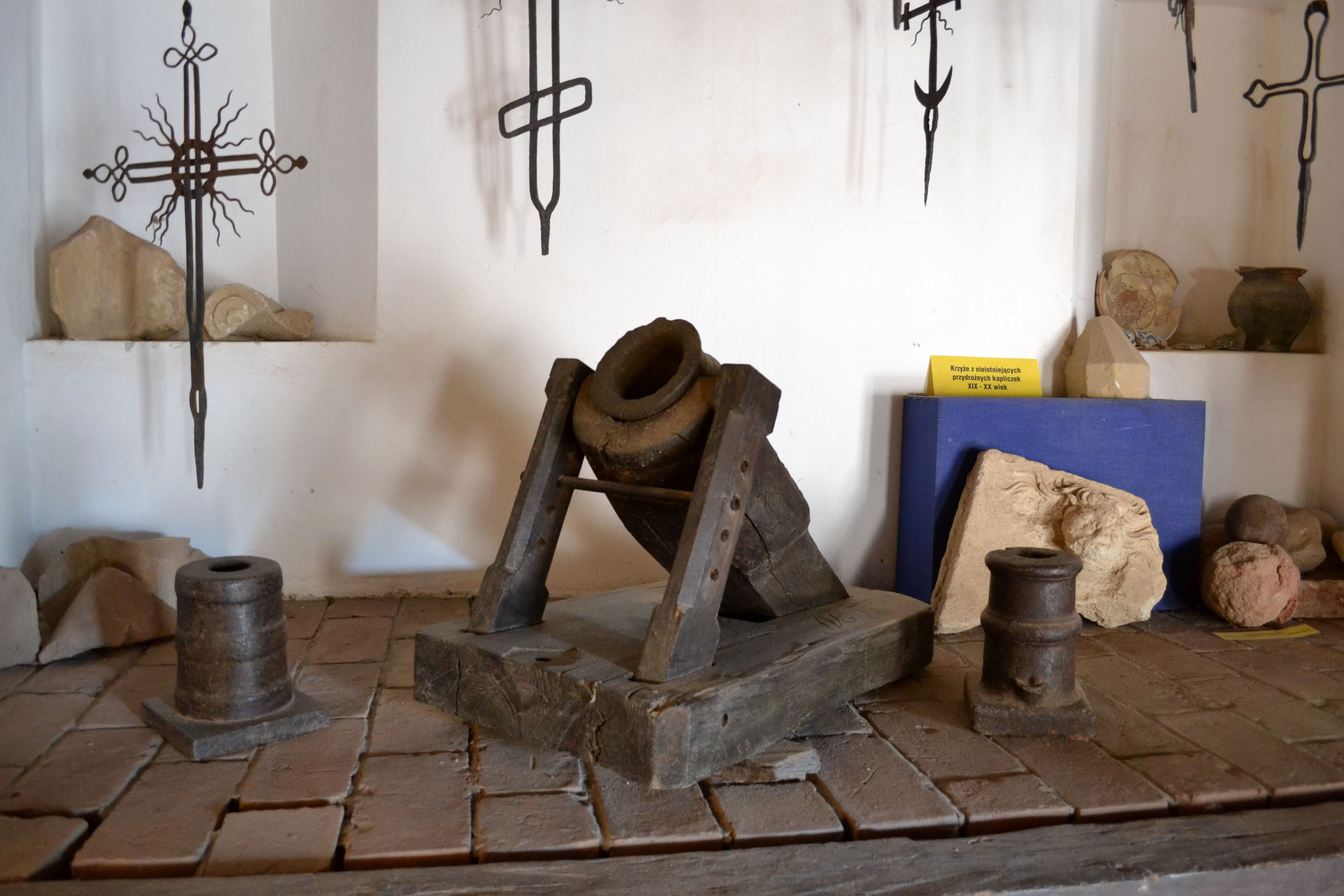
Виставка в замку

## Легенди
Легенда про карлицю Касю

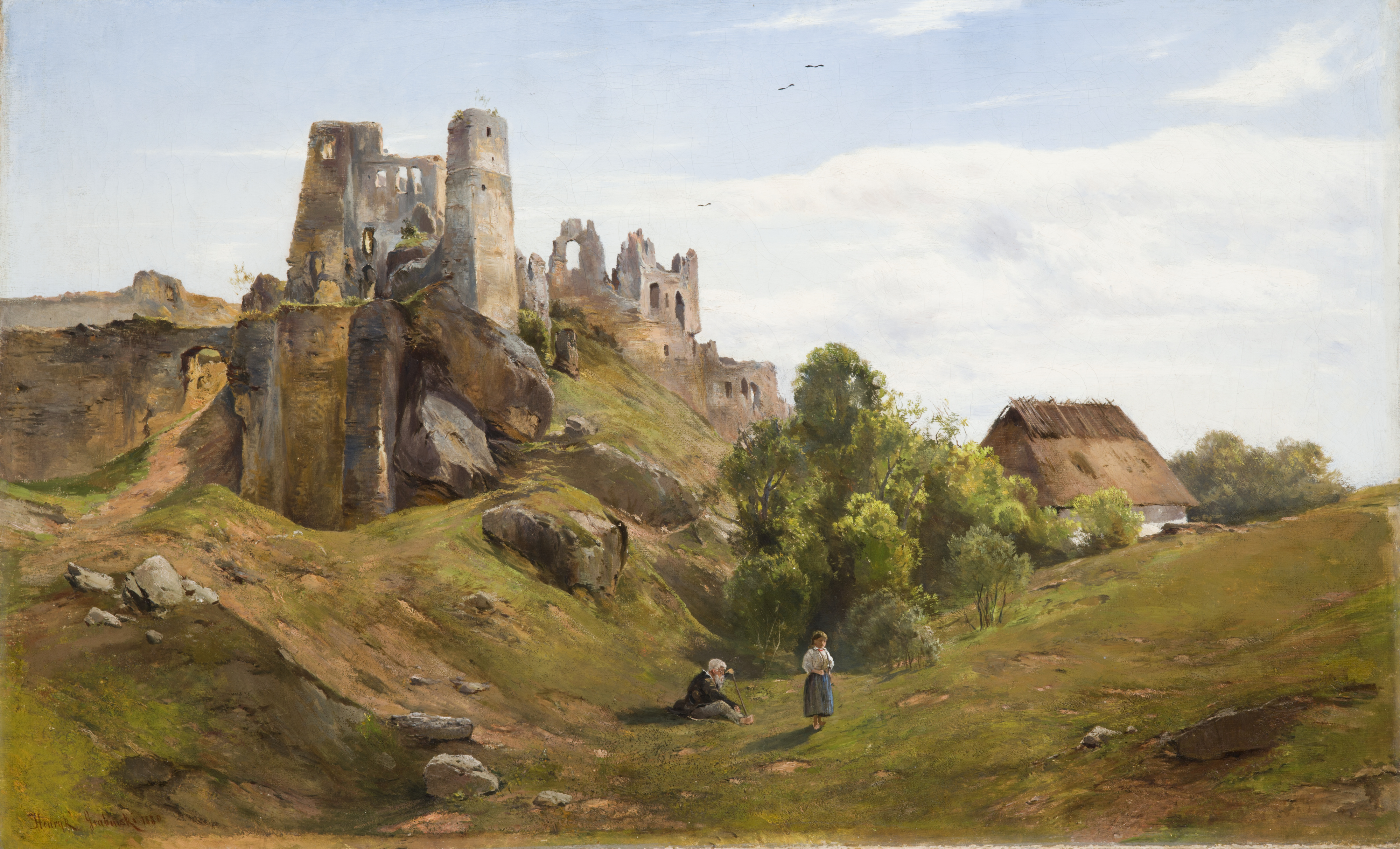
Руїни Одриконя – Генрик Грабінський (1880)

Куртизанка воєводи Барбари Каменецької шляхтянка Кася була карлицею і часто відвідувала двір королеви Бони. Кася сподобалася правительці, і через деякий час вона оселилася на Вавелі, оскільки Бона, за прикладом інших європейських володарів, хотіла мати в свиті групу карликів. Через кілька років Кася вийшла заміж за карлика Корнелека. Пізніше пара була подарована імператору Карлу V, який любив оточувати себе мініатюрними придворними. Так Кася і Корнелек переїхали до Іспанії, в королівську резиденцію в Гранаді. Однак вона сумувала за Одриконем і змусила чоловіка пообіцяти, що після його смерті він залишить її тіло на батьківщині. Незабаром вона змучена ностальгією, померла. У той час її колишня власниця Барбара Каменецька перебувала в замку в Одриконі, нічого не знаючи про смерть улюблениці. Одного разу ввечері вона побачила Касю, яка сиділа на своєму колишньому місці перед каміном у замковій кімнаті. Вона була дуже здивована і зробила кілька кроків до неї та привид раптом зник. Відтоді казали, що привид карлиці часто можна побачити на стінах і у дворі замку на заході сонця. Привид був одягнений у довгу зелену сукню епохи Відродження. Іноді лунав і її веселий сміх .